# 세계기독교통일신령협회유지재단
세계기독교통일신령협회유지재단(世界基督敎統一神靈協會維持財團, 영어: Foundation for the Support of HSA-UWC) 또는 홍보명인 통일그룹(영어: Tongil Group)은 세계기독교통일신령협회(통일교)에서 실시하는 선교 및 교육사업과 동 협회의 이념구현을 위한 제반활동을 지원, 보조하기 위한 재원을 조달하고 재단소유의 토지, 건물, 기타 재산을 관리하기 위하여 1963년 10월 4일 설립된 문화체육관광부 소관의 재단법인이다.
계열사로는 다음과 같다. 일화, 선원건설, 일신석재, 용평리조트, 세계일보, 평화자동차 등을 경영한다.
특히, 평화자동차는 조선민주주의인민공화국에 자동차 공장을 세워 '휘파람'이라는 자동차를 생산 및 시판하고 있다.

## 주요 사업
- 국내외 선교사업
- 종교교육사업 및 유치원
- 유경사업 및 지원사업

## 같이 보기
- 문선명
- 문형진